# 1. ŽNL Karlovačka 2007./08.

## Tablica
| Mj. | Klub                         | Sus. | Pob | Rem | Por | GR    | Bod        |
| --- | ---------------------------- | ---- | --- | --- | --- | ----- | ---------- |
| 1.  | NK Ilovac Karlovac           | 22   | 19  | 0   | 3   | 80:17 | 57         |
| 2.  | NK Zrinski Ozalj             | 22   | 15  | 5   | 2   | 52:23 | 50         |
| 3.  | NK Slunj                     | 22   | 14  | 3   | 5   | 53:19 | 42 (-3) ↓1 |
| 4.  | NK Vrlovka Kamanje           | 22   | 13  | 3   | 6   | 50:20 | 42         |
| 5.  | NK Duga Resa                 | 22   | 11  | 6   | 5   | 53:30 | 39         |
| 6.  | NK Vojnić '95                | 22   | 11  | 2   | 9   | 49:41 | 35         |
| 7.  | NK Dobra Sveti Petar         | 22   | 8   | 4   | 10  | 37:56 | 28         |
| 8.  | NK Draganić                  | 22   | 6   | 4   | 12  | 32:39 | 22         |
| 9.  | NK Cetingrad                 | 22   | 6   | 2   | 14  | 39:67 | 20         |
| 10. | NK Mladost Zagorje Ogulinsko | 22   | 4   | 5   | 13  | 34:71 | 17         |
| 11. | NK Kupa Donje Mekušje        | 22   | 4   | 2   | 16  | 31:72 | 14         |
| 12. | NK Vatrogasac Gornje Mekušje | 22   | 2   | 2   | 18  | 25:80 | 8          |

## Rezultati
| NK Duga Resa - NK Mladost Zagorje Ogulinsko 5:1 NK Vojnić '95 - NK Cetingrad 1:0 NK Vatrogasac Gornje Mekušje - NK Dobra Sveti Petar 0:0 NK Kupa Donje Mekušje - NK Ilovac Karlovac 0:1 NK Slunj - NK Vrlovka Kamanje 2:0 NK Draganić - NK Zrinski Ozalj 0:1    | NK Duga Resa - NK Vojnić '95 1:3 NK Ilovac Karlovac - NK Slunj 1:0 NK Mladost Zagorje Ogulinsko - NK Zrinski Ozalj 0:3 NK Vrlovka Kamanje - NK Draganić 2:1 NK Dobra Sveti Petar - NK Kupa Donje Mekušje 1:4 NK Cetingrad - NK Vatrogasac Gornje Mekušje 5:2           | NK Vojnić '95 - NK Mladost Zagorje Ogulinsko 8:3 NK Vatrogasac Gornje Mekušje - NK Duga Resa 2:4 NK Kupa Donje Mekušje - NK Cetingrad 4:2 NK Slunj - NK Dobra Sveti Petar 9:0 NK Draganić - NK Ilovac Karlovac 3:2 NK Zrinski Ozalj - NK Vrlovka Kamanje 2:1                                  |
| NK Ilovac Karlovac - NK Zrinski Ozalj 5:0 NK Duga Resa - NK Kupa Donje Mekušje 5:2 NK Cetingrad - NK Slunj 2:0 NK Mladost Zagorje Ogulinsko - NK Vrlovka Kamanje 1:1 NK Vojnić '95 - NK Vatrogasac Gornje Mekušje 5:1 NK Dobra Sveti Petar - NK Draganić 1:0    | NK Slunj - NK Duga Resa 0:2 NK Draganić - NK Cetingrad 6:1 NK Vatrogasac Gornje Mekušje - NK Mladost Zagorje Ogulinsko 3:4 NK Vrlovka Kamanje - NK Ilovac Karlovac 0:2 NK Zrinski Ozalj - NK Dobra Sveti Petar 6:1 NK Kupa Donje Mekušje - NK Vojnić '95 1:2 ↓2        | NK Mladost Zagorje Ogulinsko – NK Ilovac Karlovac 1:2 NK Dobra Sveti Petar – NK Vrlovka Kamanje 1:2 NK Cetingrad – NK Zrinski Ozalj 1:1 NK Duga Resa – NK Draganić 5:1 NK Vojnić '95 – NK Slunj 0:0 NK Vatrogasac Gornje Mekušje – NK Kupa Donje Mekušje 2:2 ↓3                               |
| NK Slunj - NK Vatrogasac Gornje Mekušje 4:1 NK Ilovac Karlovac - NK Dobra Sveti Petar 7:1 NK Kupa Donje Mekušje - NK Mladost Zagorje Ogulinsko 3:0 NK Draganić - NK Vojnić '95 0:3 NK Vrlovka Kamanje - NK Cetingrad 2:0 NK Zrinski Ozalj - NK Duga Resa 2:1    | NK Vojnić '95 - NK Zrinski Ozalj 1:3 NK Duga Resa - NK Vrlovka Kamanje 1:0 NK Cetingrad - NK Ilovac Karlovac 0:5 NK Kupa Donje Mekušje - NK Slunj 3:6 NK Vatrogasac Gornje Mekušje - NK Draganić 2:1 ↓4 NK Dobra Sveti Petar - NK Mladost Zagorje Ogulinsko 1:1        | NK Dobra Sveti Petar - NK Cetingrad 1:4 NK Slunj - NK Mladost Zagorje Ogulinsko 7:0 NK Zrinski Ozalj - NK Vatrogasac Gornje Mekušje 6:2 NK Draganić - NK Kupa Donje Mekušje 4:3 NK Ilovac Karlovac - NK Duga Resa 2:0 NK Vrlovka Kamanje - NK Vojnić '95 3:0                                  |
| NK Vojnić '95 - NK Ilovac Karlovac 1:2 NK Kupa Donje Mekušje - NK Zrinski Ozalj 0:2 NK Duga Resa - NK Dobra Sveti Petar 5:1 NK Vatrogasac Gornje Mekušje - NK Vrlovka Kamanje 2:4 NK Slunj - NK Draganić 3:1 NK Mladost Zagorje Ogulinsko - NK Cetingrad 5:1    | NK Ilovac Karlovac - NK Vatrogasac Gornje Mekušje 6:1 NK Draganić - NK Mladost Zagorje Ogulinsko 3:0 NK Zrinski Ozalj - NK Slunj 0:1 (ili 1:2) NK Vrlovka Kamanje - NK Kupa Donje Mekušje 7:1 NK Dobra Sveti Petar - NK Vojnić '95 0:1 NK Cetingrad - NK Duga Resa 3:5 | NK Ilovac Karlovac - NK Kupa Donje Mekušje 9:0 ↓5 NK Zrinski Ozalj - NK Draganić 1:0 ↓5 ↓6 NK Vrlovka Kamanje - NK Slunj 1:0 ↓5 ↓6 NK Mladost Zagorje Ogulinsko - NK Duga Resa 3:3 ↓5 ↓6 NK Cetingrad - NK Vojnić '95 2:4 ↓5 ↓6 NK Dobra Sveti Petar - NK Vatrogasac Gornje Mekušje 6:0 ↓5 ↓6 |
| NK Slunj - NK Ilovac Karlovac 1:0 NK Zrinski Ozalj - NK Mladost Zagorje Ogulinsko 5:0 NK Draganić - NK Vrlovka Kamanje 0:3 NK Vojnić '95 - NK Duga Resa 0:1 NK Kupa Donje Mekušje - NK Dobra Sveti Petar 0:3 NK Vatrogasac Gornje Mekušje - NK Cetingrad 2:0 ↓7 | NK Ilovac Karlovac - NK Draganić 2:0 NK Vrlovka Kamanje - NK Zrinski Ozalj 2:2 NK Duga Resa - NK Vatrogasac Gornje Mekušje 6:0 NK Cetingrad - NK Kupa Donje Mekušje 4:3 NK Dobra Sveti Petar - NK Slunj 2:1 NK Mladost Zagorje Ogulinsko - NK Vojnić '95 2:2           | NK Zrinski Ozalj - NK Ilovac Karlovac 2:1 NK Kupa Donje Mekušje - NK Duga Resa 1:4 NK Slunj - NK Cetingrad 4:1 NK Vrlovka Kamanje - NK Mladost Zagorje Ogulinsko 3:0 NK Draganić - NK Dobra Sveti Petar 4:4 NK Vatrogasac Gornje Mekušje - NK Vojnić '95 1:4                                  |
| NK Ilovac Karlovac - NK Vrlovka Kamanje 2:0 NK Duga Resa - NK Slunj 0:0 NK Dobra Sveti Petar - NK Zrinski Ozalj 1:1 NK Cetingrad - NK Draganić 2:1 NK Vojnić '95 - NK Kupa Donje Mekušje 3:0 NK Mladost Zagorje Ogulinsko - NK Vatrogasac Gornje Mekušje 2:1    | NK Draganić - NK Duga Resa 1:1 NK Zrinski Ozalj - NK Cetingrad 3:1 NK Vrlovka Kamanje - NK Dobra Sveti Petar 1:2 NK Slunj - NK Vojnić '95 5:1 NK Kupa Donje Mekušje - NK Vatrogasac Gornje Mekušje 2:1 NK Ilovac Karlovac - NK Mladost Zagorje Ogulinsko 7:4           | NK Mladost Zagorje Ogulinsko - NK Kupa Donje Mekušje 3:1 NK Vatrogasac Gornje Mekušje - NK Slunj 0:3 NK Vojnić '95 - NK Draganić 0:1 NK Duga Resa - NK Zrinski Ozalj 1:1 NK Cetingrad - NK Vrlovka Kamanje 1:4 NK Dobra Sveti Petar - NK Ilovac Karlovac 0:3                                  |
| NK Ilovac Karlovac - NK Cetingrad 6:1 NK Zrinski Ozalj - NK Vojnić '95 3:2 NK Draganić - NK Vatrogasac Gornje Mekušje 3:0 NK Vrlovka Kamanje - NK Duga Resa 0:0 NK Dobra Sveti Petar - NK Mladost Zagorje Ogulinsko 2:1 NK Slunj - NK Kupa Donje Mekušje 2:1    | NK Duga Resa - NK Ilovac Karlovac 1:3 NK Vatrogasac Gornje Mekušje - NK Zrinski Ozalj 1:2 NK Vojnić '95 - NK Vrlovka Kamanje 0:2 NK Cetingrad - NK Dobra Sveti Petar 0:4 NK Mladost Zagorje Ogulinsko - NK Slunj 1:2 NK Kupa Donje Mekušje - NK Draganić 0:0           | NK Ilovac Karlovac - NK Vojnić '95 7:0 NK Dobra Sveti Petar - NK Duga Resa 2:0 NK Vrlovka Kamanje - NK Vatrogasac Gornje Mekušje 6:0 NK Zrinski Ozalj - NK Kupa Donje Mekušje 5:0 ↓8 NK Cetingrad - NK Mladost Zagorje Ogulinsko 6:0 NK Draganić - NK Slunj 0:1                               |
| NK Vatrogasac Gornje Mekušje - NK Ilovac Karlovac 1:5 NK Slunj - NK Zrinski Ozalj 1:1 NK Kupa Donje Mekušje - NK Vrlovka Kamanje 0:6 NK Mladost Zagorje Ogulinsko - NK Draganić 2:2 NK Duga Resa - NK Cetingrad 2:2 NK Vojnić '95 - NK Dobra Sveti Petar 6:3    | | |